# باتولیا
باتولیا (به بلغاری: Batulia) یک منطقهٔ مسکونی در بلغارستان است که در استان صوفیه واقع شده‌است.